# Öffentliche Jonas-Lankutis-Bibliothek der Rajongemeinde Klaipėda
Die Öffentliche Jonas-Lankutis-Bibliothek der Rajongemeinde Klaipėda (litauisch Klaipėdos rajono savivaldybės Jono Lankučio viešoji biblioteka) ist eine kommunale öffentliche Bibliothek in Gargždai der Rajongemeinde Klaipėda, Litauen. Die Bibliothek beschäftigt 60 Mitarbeiter, darunter auch professionelle Bibliothekare. Es gibt eine Abteilung in der Stadt Priekulė und 25 Dorf-Filialen in der Gemeinde.

## Geschichte
Im 19. Jahrhundert gab es eine Bibliothek im Gutshof Gargždai (Inhaber Eugenijus Ronne). 1932 hatte die Jugendorganisation Jaunalietuviai einen Lesesaal und eine Buchhandlung in Gargždai.
Die Gründung der öffentlichen Bibliothek initiierte man 1939. Man kümmerte sich auch um die deutsche Kultur im Memelgebiet. Im 1950 beschloss man, eine typische Rajonbibliothek Sowjetlitauens einzurichten. Seit 2000 trägt sie den Namen von Jonas Lankutis (1925–1995). Seit 2002 wird die Bibliothek von Direktor Juozas Gutauskas geleitet.